# Hakushon Daimao
Hakushon Daimaō (яп. ハクション大魔王 Хакусён Даймао:) — японский аниме-сериал, выпущенный студией Tatsunoko Production в 1969 году. Аниме вошло в список 100 лучших в истории в результате опроса TV Asahi в 2005 году.
В 2020 году Tatsunoko Production совместно с Nippon Animation выпустили сиквел сериала под тем же именем, события в котором разворачиваются 50 лет спустя. Его трансляция началась 11 апреля 2020 года.

## Сюжет
Мальчику по имени Кан-тян всё время не везёт, но однажды на чердаке он находит старинную бутылку, в который заточены джинн Хакусён, его дочь Акуби и жена. Если чихнуть в бутылку, то выходит Хакусён и исполняет желание, если зевнуть, то выходит Акуби, если проронить слёзы, то жена. Вот только Хакусён очень неуклюжий, исполняет все желания наперекосяк, в то время как Акуби оказывается более способной, но любит шалости, так что намеренно искажает смысл слов. В результате любое загаданное желание превращается в новое бедствие.
В сиквеле действие разворачивается 50 лет спустя и вращается вокруг всё той же Акуби, а место главного героя занимает его внук Кантаро.

## Персонажи
- Хакусён Даймао — один из джинов, живущих в бутылке. Когда пытается исполнить желание, то всё идёт не так, как было задумано.

Сэйю: Тору Охира (1969), Коити Ямадэра (2020)
- Акуби — дочь Хакусёна, одна из джинов. Любит проказы, поэтому когда исполняет желания, всегда находит способ извратить слова.

Сэйю: Такако Сасуга (1969), Сумирэ Морохоси (2020)
- Тайдаймо

Сэйю: Итиро Нагаи (1969)
- Кан-тян — главный герой оригинального сериала, обычный мальчик, нашедший бутылку на чердаке своего дома.

Сэйю: Мидори Като (1969), Тосио Фурукава (2020)
- Кантаро Ёдаяма — внук Кан-тяна и главный герой сиквела.

Сэйю: Миюри Симабукуро (2020)

## Аниме
Премьерный показ оригинального аниме состоялся по телеканалу Fuji TV с 5 октября 1969 года по 27 сентября 1970 года. Сериал был переведён на английский, французский, испанский, итальянский, немецкий, голландский, польский, португальский и арабский языки. Всего выпущены 52 серии аниме.

### Yobarete Tobedete! Akubi-chan
В 2001—2002 году вышел спинофф Yobarete, Tobidete! Akubi-chan, над которым работал всё тот же режиссёр — Хироси Сасакава. Акуби (озвучена Асукой Тании) заводит дружбу со скромной девочкой по имени Корон Нэмута (озвучена Сакурой Ногавой), что постоянно зевает, когда смущается, постоянно вызывая Акуби. Аниме состоит из 26 серий.

### Akubi Girl
В 2006 году вышел другой спинофф — Akubi Girl. В этот раз Акуби заводит дружбу с другой девочкой — первоклассницей Руру-тян — и пытается исполнить её желание подружиться с Итоси-куном, мальчиком, что ей нравится. В этом сериале также 26 серий.

### Pandora to Akubi
Pandora to Akubi — анимационный фильм-кроссовер между Hakushon Daimaō и Monster Strike. Был выпущен 5 апреля 2019 года.

### Hakushon Daimaō 2020
Hakushon Daimaō 2020 — сиквел оригинального сериала, действие которого разворачивается спустя 50 лет. Создан Tatsunoko Production совместно с Nippon Animation, премьерная трансляция началась 11 апреля 2020 года. Режиссёром был назначен Ацуси Нигорикава, за сценарий отвечает Хироко Канасуги, дизайн персонажей — Син Такэмото и Масацунэ Ногути, а музыку пишут Такамицу Симадзаки, Хироси Сасаки и Тэппэй Симидзу.
24 мая 2020 года было объявлено о приостановке показа, начиная с восьмой серии, до 20 июня из-за пандемии COVID-19.

## Другие появления
- Статую главного джинна можно увидеть в первой серии сериала 2008 года Yatterman.
- Главный джинн появляется в японской версии файтинга Tatsunoko vs. Capcom: Ultimate All-Stars, однако в западной версии персонаж был убран[9].

## Отзывы и критика
Оригинальное аниме вошло в список 100 лучших в истории в результате опроса TV Asahi в 2005 году.
В The Anime Encyclopedia аниме описывается как современная пародия на историю Алладина. Созданное продюсером Тацуо Ёсидой, аниме сильно напоминает Comet-San, вместе с ним черпая вдохновение в американских ситкомах «Я мечтаю о Джинни» и «Моя жена меня приворожила».